# سانت مارتی د آلبارس
سانت مارتی د آلبارس (به اسپانیایی: Sant Martí d'Albars) یک شهرستان در اسپانیا است که در بارسلون واقع شده‌است.